# Nadanje selo
Nadanje selo je naselje v Občini Pivka.